# 埼玉県道・群馬県道304号今泉館林線

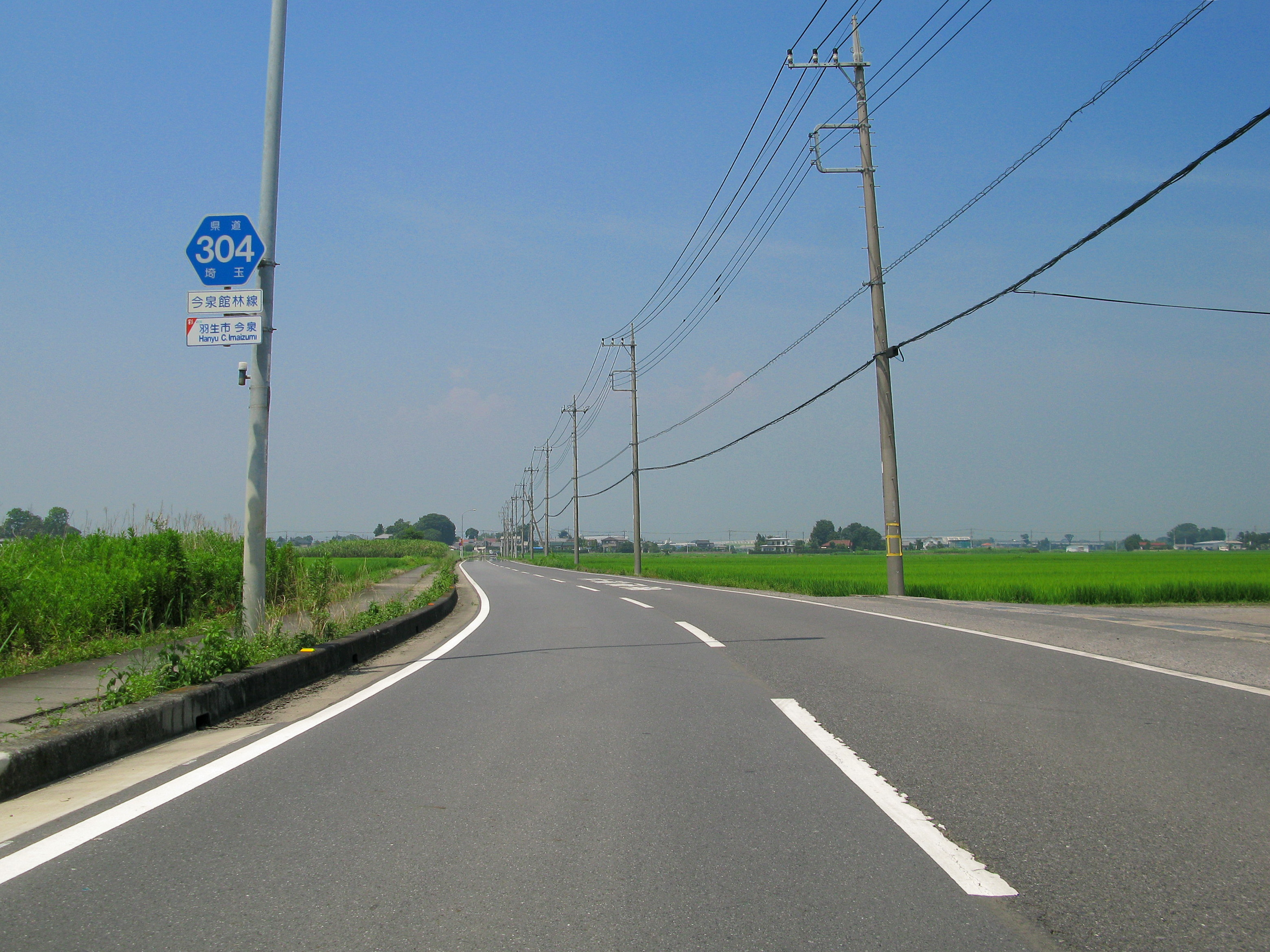
羽生市今泉地区（2012年7月）

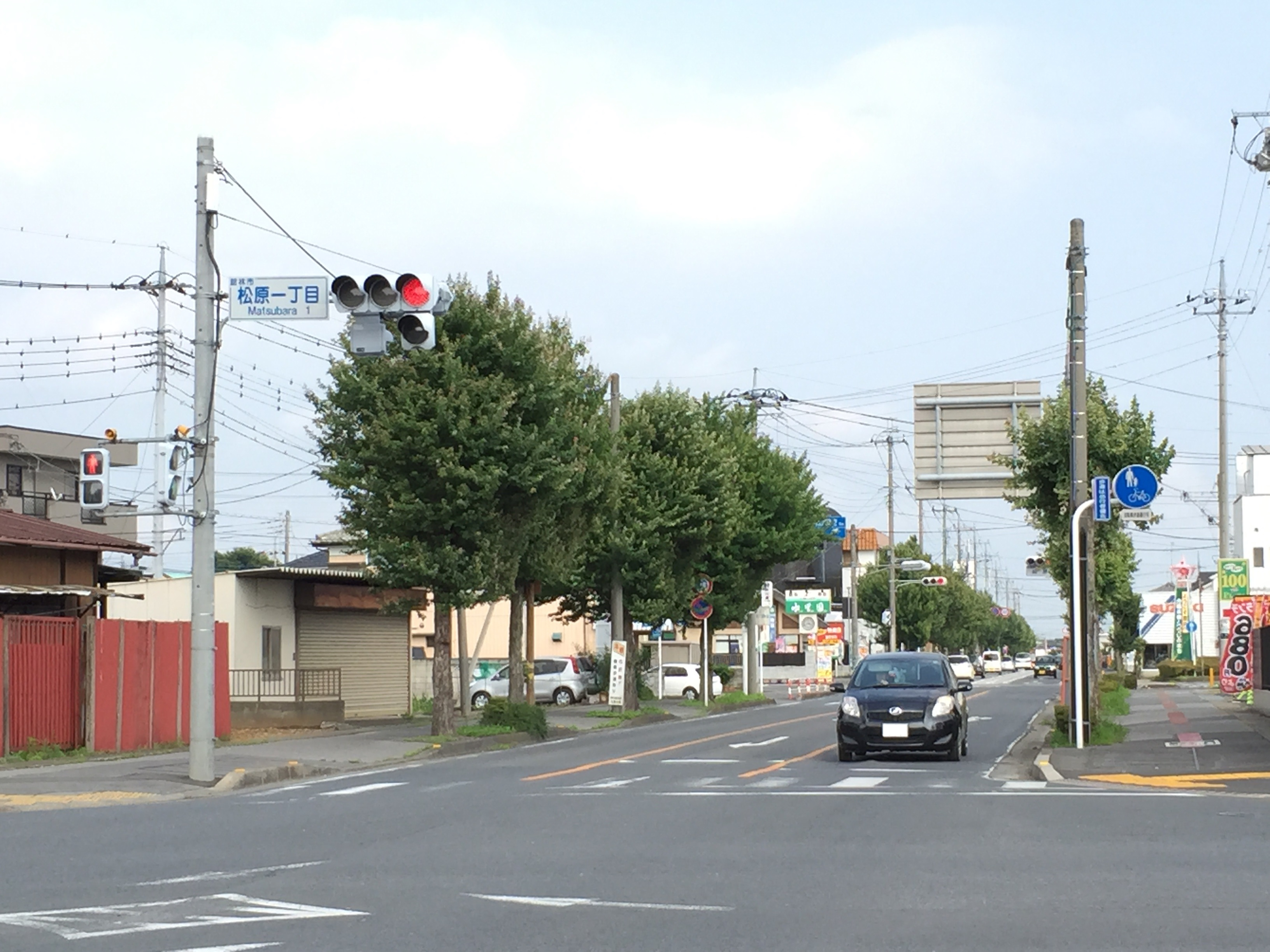
館林市・松原一丁目交差点
（終点、2015年6月）
終点から365号と重複する。奥に見える（100m程先の）松原交差点で304号は↗方向、365号は↑方向へと分岐する。

埼玉県道・群馬県道304号今泉館林線（さいたまけんどう・ぐんまけんどう304ごう いまいずみたてばやしせん）は、埼玉県羽生市から群馬県館林市に至る一般県道である。

## 概要
県境の利根川にかつて「千津井下の渡」が運航されていたが、1988年に廃止されたため、現在その区間は分断されている。
1998年（平成10年）羽生市、館林市、佐野市、板倉町、明和町の3県3市2町による「渡良瀬川及び利根川架橋促進協議会」を結成し、利根川に新橋を架橋する構想がある。

### 路線データ
- 起点 : 埼玉県羽生市今泉（埼玉県道60号羽生外野栗橋線交点）
- 終点 : 群馬県館林市松原1丁目（松原一丁目交差点＝群馬県道2号前橋館林線、群馬県道7号佐野行田線、群馬県道365号板倉籾谷館林線交点）

## 路線状況

### 重複区間
- 群馬県道369号麦倉川俣停車場線（明和町千津井・東小学校入口交差点 - 上江黒・上江黒交差点）
- 群馬県道365号板倉籾谷館林線（館林市松原1丁目・松原交差点 - 終点）

## 地理

### 通過する自治体
- 埼玉県
  - 羽生市
- （分断区間）羽生市上村君 - 邑楽郡明和町千津井（利根川）
- 群馬県
  - 明和町 - 館林市

### 交差する道路
- （分断区間）
- 群馬県道369号麦倉川俣停車場線（明和町千津井・東小学校入口交差点）※ここから重複
- 群馬県道369号麦倉川俣停車場線（明和町上江黒・上江黒交差点）※ここまで重複
- 群馬県道362号山王赤生田線（館林市赤生田本町）
- 国道354号（館林市上赤生田町/東美園町/松原3丁目・上赤生田交差点）
- 群馬県道365号板倉籾谷館林線（館林市松原1丁目・松原交差点）※ここから終点まで重複

### 交差する河川
- 埼玉用水路（上村君大橋、羽生市上村君）
- （分断区間）※利根川（羽生市上村君 - 明和町千津井）
- 邑楽用水路（平沼橋、明和町千津井）
- 名称不明（江黒橋、明和町千津井 - 上江黒）
- 谷田川（十二社橋、明和町上江黒 - 館林市赤生田本町）

### 沿線
- 日清ヨーク関東工場（羽生市上村君）
- （分断区間）
- 明和町立明和東小学校（明和町千津井）
- 江黒郵便局（明和町上江黒）
- 谷田川北部産業団地（館林市赤生田本町）